# Die Macht der Naniten
Die Macht der Naniten (Originaltitel: Evolution) ist die erste Folge der dritten Staffel der US-amerikanischen Science-Fiction-Fernsehserie Raumschiff Enterprise – Das nächste Jahrhundert. Sie wurde in den Vereinigten Staaten über Syndication vermarktet und erstmals am 25. September 1989 auf verschiedenen Fernsehsendern ausgestrahlt. In Deutschland war sie zum ersten Mal am 3. Juli 1992 in einer synchronisierten Fassung im ZDF zu sehen.

## Handlung
Die Enterprise nähert sich dem Doppelsternsystem Kavis Alpha, um unter der Leitung von Dr. Paul Stubbs astrophysikalische Forschungen durchzuführen und den Zerfall von Neutronium als Ergebnis einer Sternexplosion zu analysieren, die alle 196 Jahre stattfindet und in den nächsten Stunden stattfinden soll. Stubbs plant, eine Sonde, das so genannte Ei, zu starten, um die Daten zu sammeln, die das Ergebnis einer lebenslangen Entwicklung sind.
Als der erwartete Zeitpunkt der Sternenexplosion näher rückt, treten auf dem Schiff seltsame Fehlfunktionen auf, und das Problem wird auf den Computerkern zurückgeführt. Der amtierende Fähnrich Wesley Crusher, der an einem Projekt mit mikroskopisch kleinen Naniten gearbeitet hat, stellt fest, dass er versehentlich zwei Naniten aus seinen Experimenten freigelassen hat. Die Naniten waren so programmiert, dass sie zusammenarbeiten und sich weiterentwickeln konnten. Ein Scan des Computerkerns zeigt, dass die Naniten einen Weg gefunden haben, sich zu replizieren, und sich im Computerkern niedergelassen haben. Da die Computersteuerung unzuverlässig ist, versuchen die Crew und Dr. Stubbs, die Naniten aus dem Kern zu entfernen. Stubbs beschießt den Kern jedoch mit einer Gammastrahlung, wodurch ein Großteil der Naniten zerstört wird. Sie schlagen zurück, indem sie die Brücke mit Stickstoffdioxid fluten, was von der Besatzung überlistet wird. Stubbs wird in seinem Quartier eingeschlossen, aber die Naniten versuchen, sich weiter zu rächen, indem sie ihn mit Stromschlägen traktieren. Captain Picard bereitet sich darauf vor, den Computerkern mit Gammastrahlung zu fluten, um die Naniten vollständig zu beseitigen, aber Commander Data stellt eine Kommunikation mit den Naniten her und erlaubt ihnen, seinen Körper zu benutzen, um mit Picard zu sprechen. Picard erkennt, dass die Naniten ein Bewusstsein haben und die Handlungen von Dr. Stubbs als feindlich auffassen, aber sie wollen Frieden. Picard handelt ein Abkommen aus, die Naniten nach Kavis Alpha IV zu schicken und es als ihre Heimatwelt zu bezeichnen. Die Naniten stimmen zu und reparieren den Schaden am Computerkern, bevor sie ihn verlassen. Dr. Stubbs startet seine Sonde pünktlich und sammelt zahlreiche Daten.

## Verbindungen zu anderen Star-Trek-Produktionen
Einige Elemente aus dieser Folge wurden in späteren Star-Trek-Produktionen wieder aufgegriffen:
- Das Konzept der Naniten spielt in zahlreichen späteren Star-Trek-Folgen eine Rolle. In der Doppelfolge 3.26/4.01 (In den Händen der Borg / Angriffsziel Erde) von Raumschiff Enterprise – Das nächste Jahrhundert aus dem Jahr 1990 wurde vorgeschlagen, Naniten im Kampf gegen die Borg einzusetzen. Später wurde etabliert, dass die Borg selbst eine Art Naniten, sogenannte Nanosonden, verwenden, um ihre Opfer zu assimilieren. In Folge 1.13 (Die Prophezeiung) von Star Trek: Deep Space Nine aus dem Jahr 1993 werden die Krieger der verfeindeten Ennis und Nol-Ennis durch nanitenähnliche Mikroben immer wieder zum Leben erweckt. In mehreren Folgen der zweiten Staffel von Star Trek: Discovery aus dem Jahr 2019 kommt eine künstliche Intelligenz namens Control vor, die Naniten nutzt, um Menschen ihrem Willen zu unterwerfen.
- In Folge 2.08 (Ich, Excretus) der animierten Serie Star Trek: Lower Decks von 2021 kommt ein Holodeck-Programm mit der Bezeichnung Evolution vor, bei dem es sich wohl um eine Anspielung auf den Originaltitel von Die Macht der Naniten handelt, da auch weitere Holodeck-Programme Anspielungen auf klassische Star-Trek-Folgen sind.

## Produktion
Mit Beginn der dritten Staffel wurde Michael Wagner kurzzeitig Nachfolger von Maurice Hurley als Showrunner von Raumschiff Enterprise – Das nächste Jahrhundert. Er gab diesen Posten aber nach nur vier Folgen wieder ab.
Die Macht der Naniten war zwar die erste ausgestrahlte Folge der dritten Staffel, wurde aber erst als zweite produziert.
Mit dem Beginn der dritten Staffel erhielt die Serie einen veränderten Vorspann. Anstelle von Planeten des Sonnensystems sind nun fiktive Himmelskörper zu sehen.

### Drehbuch
Gates McFaddens Rückkehr kam unverhofft und relativ spät, weshalb die Drehbuchautoren es nur mit Mühe kurzfristig schafften, einen großen Teil der Handlung auf das Verhältnis zwischen Beverly Crusher und ihren Sohn zu fokussieren. Kernthema des Drehbuches wurde das ansatzweise Erwachsenwerden des Sohnes und die lange Abwesenheit seiner Mutter. Die Enterprise wurde erneut über eine Nebenhandlung in eine Gefahr manövriert, was inzwischen bereits eine standardisierte Methode war, Science-Fiction-Elemente in jede beliebige Handlung auf der Enterprise einzustreuen.

### Kamera
In Ausstrahlungsreihenfolge war dies die erste Folge, in der Marvin V. Rush Edward R. Brown als bildgestaltender Kameramann (Director of photography) von Raumschiff Enterprise – Das nächste Jahrhundert ablöste. Rush filmte mit zwei Ausnahmen alle weiteren Folgen der Serie bis zum Ende der fünften Staffel sowie die beiden ersten Folgen der sechsten Staffel. Danach übernahm er den Posten des bildgestaltenden Kameramanns in den ersten beiden Staffeln von Star Trek: Deep Space Nine sowie in fast allen Folgen von Star Trek: Raumschiff Voyager und Star Trek: Enterprise.

### Darsteller
Gates McFadden kehrte in dieser Folge zu ihrer Rolle als Dr. Beverly Crusher zurück.
Einige Freunde von Wesley Crusher hätten in dieser Folge eigentlich eine größere Rolle spielen sollen. Es wurden auch einige Szenen gedreht, die jedoch fast alle dem Schnitt zum Opfer fielen. Nach der Fertigstellung war die Episode etwa 10 Minuten zu lang, so dass Wesleys Annäherungsversuche an ein weibliches Crewmitglied nicht ausgestrahlt wurden. Ebenso entfiel eine weitere Szene aus Wesleys Leben, der sich gegenüber Freunden beschwerte, dass er immer nur am Arbeiten sei und gar kein Privatleben habe. In die fertige Folge schaffte es nur eine kurze Szene ganz am Ende, in der sich Wesley im Zehn Vorne mit seiner Freundin Annette (gespielt von Amy O’Neill) trifft. Da O’Neill in dieser Szene keinen Text hat, blieb sie in den Credits der Folge unerwähnt. Zwei weitere Rollen fehlen in der fertigen Folge komplett, darunter Wesleys Freund Eric (gespielt von Scott Grimes). Grimes spielte zwischen 2017 und 2022 eine Hauptrolle in der als Hommage an die Star-Trek-Serien konzipierten Serie The Orville.

### Kulissen
Wie schon mit Beginn der zweiten Staffel wurden auch beim Start der dritten Staffel auf dem Set der Brücke der Enterprise einige Veränderungen vorgenommen:
- Das Muster des Teppichs wurde etwas verändert.
- Die Farbe der Wandvertäfelungen an den Seitenwänden wurde von beige zu grau geändert.
- Die beiden Gästesitze, die in der zweiten Staffel durch kurze Bänke aus durchsichtigem Kunststoff ersetzt worden waren, sind jetzt wieder richtige Sitze mit einem beigefarbenen Polster.
- Die Oberflächen der Computerkonsolen erhielten ein neues Farbschema.
- Die zuvor gerippte Einfassung des Hauptbildschirms ist nun glatt.[1]

Der Computerkontrollraum der Enterprise ist hier zum ersten Mal zu sehen. Er kommt nur noch in einer weiteren Folge vor.

### Kostüme
In der Folge kommen erstmals die neuen Uniformen der Sternenflotte zum Einsatz; mehrere Darsteller hatten sich über die früheren Spandex-Uniformen beschwert, was dazu führte, dass sie durch die neuen zweiteiligen Wolluniformen mit Mandarinkragen ersetzt wurden. Diese neuen Uniformen blieben anfänglich nur den Darstellern der Führungsoffiziere vorbehalten, während die Nebendarsteller und Statisten weiterhin die alten Uniformen trugen.
Geordi La Forge (LeVar Burton) hat ab dieser Folge nicht mehr den Rang eines Lieutenants, sondern den eines Lieutenant Commander; Worf (Michael Dorn) wurde vom Lieutenant junior grade zum (vollen) Lieutenant befördert. Beide tragen von jetzt an entsprechend angepasste Rangabzeichen.

## Rezeption
2010 bezeichnete W.I.R.E.D. Die Macht der Naniten als die Episode von Star Trek, die für den Unterricht über Nanotechnologie verwendet werden kann.
2011 wurde Die Macht der Naniten von Forbes als eine Episode bezeichnet, die die Auswirkungen fortschrittlicher Technologie erforscht.
Keith DeCandido bewertete Die Macht der Naniten 2011 auf tor.com als eine durchschnittliche Folge von Raumschiff Enterprise – Das nächste Jahrhundert, die nicht wirklich etwas falsch macht, aber auch durch nichts heraussticht. Zu den Dingen, die er positiv hervorhob, gehörten die Rückkehr von Dr. Crusher, die Tatsache, dass Wesley das Schiff zur Abwechslung nicht rettet, sondern in Gefahr bringt, sowie die Regiearbeit von Winrich Kolbe. DeCandido kritisierte, dass die Folge sich unfertig anfühle. Wesley kreiert eine neue Spezies, die das Schiff in große Gefahr bringt, und muss dafür keinerlei Konsequenzen tragen. Die Naniten selbst werden am Ende der Folge mit einem simplen Logbucheintrag beiseite gewischt.